# Per Nordin
Per Nordin är en svensk ljudkonstnär och foto/pixelkonstnär som bor och är verksam i Uppsala. 

## Konstnärskap
Som bildkonstnär har han bland annat gjort skivomslag och annan foto/konst/film och konsertprojektioner för Transatlantic, Kaipa, The Flower Kings och Hasse Bruniusson's Flying Food Circus. Som kompositör arbetar han med ensemble- och orkestermusik, elektroakustisk musik och avslappningsmusik. Musikens karaktär varierar från instrumental barnmusik, filosofiska elektroniska stycken, naturromantik till minimalism och musik inspirerad av sömn och drömmande. Mest uppmärksammad var Nattens Väsen, en 8 timmar lång solonattkonsert i Botaniska Trädgården, Uppsala. Han har samarbetat med Hasse Bruniusson och Håkan Almkvist i improvisationstrion Cyborg. Han har även dansat Butoh och gjort ett antal experimentalla kortfilmer. Förutom musik till några kortfilmer har han även komponerat originalmusiken till Den utvalde av Eric Donell och Martin Söder.